# HD 162989
HD 162989，又名BD+40 3228，SAO 66402、HR 6673，是一颗恒星，视星等为6.04，位于銀經66.01，銀緯27.88，其B1900.0坐标为赤經17h 48m 49.4s，赤緯+40° 27.88′ 14″。